# 停電爆弾

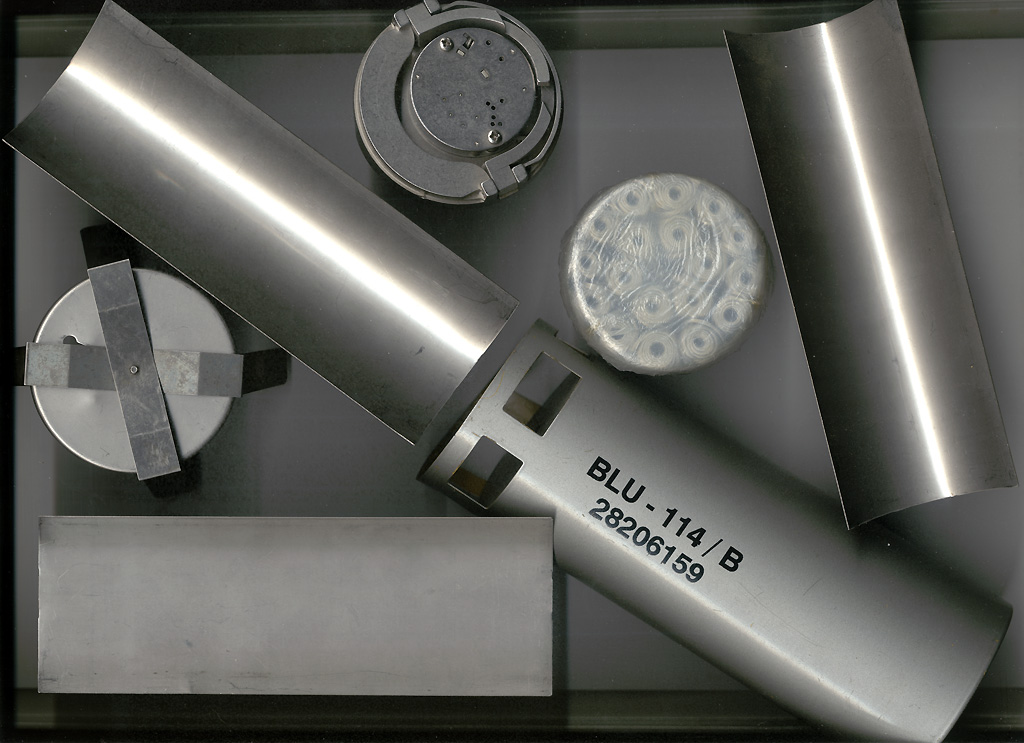
停電爆弾（BLU-114/B）。中央右にスプールに巻かれプラスチックケースに収められた炭素繊維ワイヤーが見える。

停電爆弾（ていでんばくだん、英：Graphite bomb）、ブラックアウト爆弾（ブラックアウトばくだん、英：Blackout bomb）とは、爆発によって炭素繊維を主体とするワイヤーを撒き散らすことで、送電施設などにショートを起こさせ、機能を奪い停電を発生させる爆弾である。直接的には非殺傷兵器であることからソフト爆弾（ソフトばくだん、英：Soft bomb）とも呼ばれる。

## 概要
爆発によって電気抵抗が低く電気伝導の性質を持つ長い炭素繊維のワイヤーを大量に周囲に放出し、この炭素繊維が大量に施設に付着することで発電所から送電施設や電線路など電力系統の絶縁を損なって電力送出を妨害する。これを除去しないことには電力供給を行えないことから、復旧に時間がかかり、その除去作業完了までの間は継続的に電力を必要とする各種活動を妨害する。
爆弾の作動によって有害物質を撒き散らしたり高速の破片を周囲にばら撒いたりしないという性質のため、直接的には人体に影響を与えないとされていることから、非殺傷兵器に分類される。ただし停電に伴って副次的に予測される通信および交通機関や輸送施設の停止といった社会的な混乱や、生命維持装置など直接人命に関わる装置の停止による致命的な事態は考慮されない。
アメリカ軍が保有するCBU-94が同種爆弾としてよく知られており、このクラスター爆弾の一種である爆弾は、子爆弾のBLU-114/Bから内部に納められた炭素繊維ワイヤー（カーボングラファイト）を放出する。このワイヤーが送電施設に絡み付いてショートさせ、送電施設を麻痺させるのである。この爆弾は1990-1991年の湾岸戦争（電力の85％に影響）および1999年5月にコソボ紛争（70％に影響）で、実際に使用された。同爆弾は炭素繊維を使用することからグラファイト爆弾（英：graphite bomb）とも呼ばれる。